# Chiesa di Sant'Antonio di Padova (Sesto al Reghena)
La chiesetta votiva di Sant'Antonio da Padova è un edificio di culto cattolico collocato all´interno di una proprietà privata nel circondario del comune di Sesto al Reghena in Friuli Venezia Giulia.

## Storia
Il complesso in cui sorge la chiesa appartenne ai Conti Bion di Padova, che la comprarono dall'Abbazia di Santa Maria in Sylvis intorno alla fine del XVIII secolo. Durante la metà del diciannovesimo secolo la proprietà venne acquistata dalla famiglia Morassutti.

## Descrizione
L’ottocentesca chiesetta votiva di S. Antonio da Padova è situata in località Banduzzo a pochi chilometri dal centro del Comune di Sesto al Reghena, uno dei Borghi più Belli d´Italia.

### Esterno
La facciata principale della chiesetta è abbellita da un portico rettangolare, delimitato da un muretto. Il timpano triangolare è sostenuto da pilastri laterali e da due colonne centrali. Ai lati della porta d'ingresso ci sono inoltre due finestre rettangolari.

### Interno
All'interno della chiesa c'è la pala d'altare dove sono raffigurati San Giovanni Battista e Sant'Antonio da Padova.

## Utilizzi
Il 13 Giugno nella chiesetta viene tenuta dal sacerdote del comune di Sesto al Reghena una messa per celebrare il Santo protettore e favorire il senso di appartenenza della comunità locale. Questo evento vede infatti la partecipazione di molti abitanti del circondario. 
La chiesetta è anche utilizzata come spazio per attività artistiche come mostre, concerti e performances dal momento che lo spazio è parte della residenza internazionale per artisti Art Aia - Creatives / In / Residence. Nel 2015 sono state girate sotto il portico della chiesa alcune scene del film documentario dal titolo Personal Dream Space diretto da Giovanni Morassutti, tra cui un'intervista al protagonista John Strasberg, il figlio del fondatore dell´Actors studio di New York.